# Металург (стадіон, Донецьк)
Стадіон «Металург» — футбольний стадіон у місті Донецьку. Вміщує 5094 глядачів, домашня арена ФК «Металург» (Донецьк).

## Міжнародні матчі

### Юнацький чемпіонат Європи (U-19) 2009
| Дата       | Стадія   |           |           | Рахунок | Голи                                                                                  |
| ---------- | -------- | --------- | --------- | ------- | ------------------------------------------------------------------------------------- |
| 21-07-2009 | Гр. етап | Англія    | Швейцарія | 1-1     | Метток 34' - Вютріх 90+2'                                                             |
| 24-07-2009 | Гр. етап | Швейцарія | Словенія  | 2-1     | Паше 79' Мустафі 85' - Фінк 66'                                                       |
| 27-07-2009 | Гр. етап | Англія    | Словенія  | 7-1     | Ленсбері 10' Бріггз 19' Велбек 25' 32' Дельфунесо 38' 70' Рейнджер 74' - Дімітров 50' |

### Елітний раунд відбору до юнацького чемпіонату (U-19) Європи 2006
| Дата       |           |       | Рахунок |
| ---------- | --------- | ----- | ------- |
| 24-05-2006 | Чехія     | Данія | 2-0     |
| 26-05-2006 | Швейцарія | Данія | 2-0     |
| 28-05-2006 | Швейцарія | Чехія | 1-0     |